# Rosana
Rosana är en kommun i Brasilien.   Den ligger i delstaten São Paulo, i den södra delen av landet, 900 km sydväst om huvudstaden Brasília. Antalet invånare är 19 691.
Trakten runt Rosana består i huvudsak av gräsmarker. Runt Rosana är det ganska glesbefolkat, med 21 invånare per kvadratkilometer.